# 劉效騫
劉效騫（1913年—2010年），中華民國南京市人，臺灣教育家。曾任臺灣省立臺北圖書館（今國立中央圖書館臺灣分館）館長（1965年－1967年）、臺灣省立臺東師範專科學校（今國立臺東大學）校長（1967年－1976年)、臺灣省立嘉義師範專科學校（今國立嘉義大學）校長（第四任）。